# Aurorobotys aurorina
Aurorobotys aurorina là một loài bướm đêm trong họ Crambidae.